# Pinus latteri
Pinus latteri är en tallväxtart som beskrevs av Mason. Pinus latteri ingår i släktet tallar, och familjen tallväxter. Inga underarter finns listade i Catalogue of Life.
Arten växer i sydöstra Kina i provinsen Guangxi, i Vietnam, Laos, Thailand, Kambodja och Myanmar. Den hittas även på Hainan där den kanske är introducerad. Allmänt förekommer Pinus latteri glest fördelad. Den hittas i låglandet och i bergstrakter upp till 1200 meter över havet. Denna tall kan uthärda bränder av gräset som bildar undervegetationen. Under några tider kan monsunregn förekomma och årsnederbörden i regionen ligger vid 1500 mm. Denna tall ingår bland annat i skogar som domineras av Dipterocarpus tuberculatus eller av andra dipterokarpväxter.
I några regioner minskade beståndet på grund av intensivt skogsbruk eller etablering av jordbruksmark. I ett område skapades en dammbyggnad med ett vattenkraftverk. Fördelad över utbredningsområdet förekommer några skyddszoner. IUCN kategoriserar arten globalt som nära hotad.